# Хуан Куадрадо
Хуан Гилермо Куадрадо Бело (на испански: Juan Guillermo Cuadrado Bello, испанско произношение: [ˈhwaŋ ɡiˈʝermo kwaˈðɾaðo]) е колумбийски футболист. Футболист на Пиза, както и за колумбийския национален отбор.

## Състезателна кариера
Куандрадо започва професионалната си кариера в отбора на Индепендентe Меделин. В кариерата си, колумбиецът играе за престижни отбори като Ювентус и Челси.Той става 5 пъти шампион на Италия с Ювентус и 4 пъти носител на купата на страната. С Челси, той печели Висша Лига и Купата на Лигата.
На 19 юли 2023 г. Куадрадо се присъединява към Интер Милано с едногодишен договор. През декември 2023 г. Куадрадо получава травма на ахилесовото сухожилие, изискваща операция. Травмата му е оперирана в Турку, Финландия от хирурга Ласе Лемпайнен в края на декември 2023 г.
На 26 август 2024 г. Куадрадо преминава като свободен агент към отбора на Аталанта с договор за една година.

## Национален отбор
Той прави своят дебют за националният си отбор срещу Венецуела в приятелска среща, когато е на 22 години .  Участва на 2 Световни Първенства и играе 4 пъти на Копа Америка Сентенарио  с Колумбия.

## Успехи
Ювентус
- Серия А (5) – 2015/16, 2016/17, 2017/18, 2018/19, 2019/20
- Купа на Италия (4) – 2015/16, 2016/17, 2017/18, 2020/21
- Суперкупа на Италия (2) – 2018, 2020

Интер
- Серия А – 2023/24[2]
- Суперкупа на Италия – 2023[3]

Челси
- Английска висша лига – 2014/15
- Купа на лигата (Англия) – 2014/15

Колумбия
- Копа Америка Сентенарио  Бронзов медалист (2) – 2016, 2021